# Svetlana Kuznecova (cestista)
Svetlana Nikolaevna Kuznecova (in russo Светлана Николаевна Кузнецова?; Mosca, 10 gennaio 1965) è un'ex cestista e allenatrice di pallacanestro russa, fino al 1991 sovietica.

## Carriera

### Nei club

#### Giocatrice
Nella Coppa Ronchetti 1988-1989, ha realizzato 47 punti nelle due semifinali contro l'Enichem Priolo ed è stata la miglior marcatrice nella vittoriosa finale sulla Gemeaz Milano con 26 punti.

#### Allenatrice
Dal 2012-2013 allena il settore giovanile della Virtus Eirene. Nel 2015-2016 allena insieme a Gianni Recupido l'Under-16 della Passalacqua Ragusa che approda alle finali nazionali di categoria. L'anno dopo è assistente in Serie B di Recupido, sempre con le giovani aquile. Nel 2017-2018 è nel settore minibasket della Virtus Eirene. Vince anche il titolo regionale Under-13 nel 2017-2018.
Nel 2017-2018 è anche allenatrice della squadra di basket in carrozzina della Inail Passalacqua Ragusa in Serie B.
Nel 2019 allena la selezione siciliana 3x3 femminile ai Giochi delle Isole, il 23 e 24 maggio a Bastia.
Nel 2024-'25 è assistant coach dell'Under-13 della Pégaso Ragusa, quarta alle finali regionali Jr. NBA in Sicilia.

### In Nazionale
Con l'Unione Sovietica ha disputato due edizioni dei Campionati mondiali (1986, 1990) e i Campionati europei del 1989.
Con la Russia ha disputato i Giochi olimpici di Atlanta 1996 e i Campionati europei del 1993.

## Palmarès
- Coppa dei Campioni: 1
Trogylos Priolo: 1989-90
- Coppa Ronchetti: 2

CSKA Mosca: 1984-1985, 1988-1989
- Campionato italiano: 1
Comense: 1998-99
- Coppa Italia: 1
Comense: 2000